# 1992年黑山独立公投
1992年黑山独立公投是该国的第一次独立公投，于1992年3月1日在南斯拉夫黑山社会主义共和国举行。此次公投的起因是时任黑山总统的莫米尔·布拉托维奇同意英国保守党政治家彼得·卡灵顿男爵关于把南斯拉夫社会主义联邦共和国转型为松散的国家联盟的构想，在这条构想中，每个加盟国都是国际法框架下的独立国家。此举引起布拉托维奇的盟友、塞尔维亚总统斯洛博丹·米洛舍维奇的不快，塞尔维亚当局修改了卡灵顿所设的条件，允许不愿脱离联邦的加盟国组成新的国家。:97-102本次公投的标题是：
|  | 你是否支持黑山以主权共和国的身份，完全平等地与想法相同的其他共和国继续生活在同一个国家——南斯拉夫？ |

本次公投的投票率为66.04%。投票的选民中有超过九成五的选民支持黑山留在南斯拉夫，占选民总数的63.17%。公投结果为：黑山留在南斯拉夫，与塞尔维亚共同组成南斯拉夫联盟共和国（即日后塞尔维亚和黑山的前身），两国各自去掉国名、国旗等国家象征中的社会主义因素。南联盟于1992年4月27日成立。:105-106

## 公投背景
1991年10月，南斯拉夫人民军和黑山武装力量开始攻打克罗地亚境内的杜布罗夫尼克。人民军对杜布罗夫尼克老城这一世界遗产的轰炸引发国际舆论谴责，沉重打击了塞黑两国的国际关系，令两国外交和经济都孤立无援，也给黑山的国内局势和民族关系埋下了动荡不安的种子。:95-97
为了摆脱困境，黑山总统米拉托维奇展开一场政治豪赌，令塞尔维亚当局、黑山境内的塞族主义者，甚至是米拉托维奇自己所属的党派众人都顿生龃龉。随着克罗地亚独立战争局势恶化，欧洲经济共同体在荷兰海牙举行了和平会议，撒切尔夫人首相任内的前英国外交、联邦及发展事务大臣彼得·卡灵顿男爵担任会议主席。卡灵顿提出设想，在南斯拉夫建立松散的国家联盟，联盟内每个国家都是国际法框架下的独立实体。:97-98
尽管黑山方面预期与塞尔维亚统一，但米拉托维奇出人意料地在1991年10月17日于一次深夜国会会议上同意了卡灵顿的构想，并着手签署草案。南斯拉夫总统博里萨夫·约维奇次日得知此一消息。约维奇说，米拉托维奇得到了意大利外长吉安尼·德·米凯利斯的支持。:98-99
10月24日、25日的会议批准了草案。黑山人民党要求召开紧急会议，会上收到了大量针对卡灵顿构想的负面反应。布拉托维奇和支持他的总理米洛·久卡诺维奇被南斯拉夫总统办公室的布兰科·科斯蒂奇和总统米洛舍维奇、以及塞尔维亚国营媒体批为“叛徒”。统派政党在国会外游行示威。:99-100
此后，布拉托维奇和久卡诺维奇前去贝尔格莱德和塞尔维亚代表进行一系列会谈。布拉托维奇试图在卡灵顿设想上增加条文以设法避开叛国罪的指控，即不愿离开联邦的成员国可以留下。由于在黑山境内未取得统独共识，黑山领导层最终还是同意了他的想法。1991年10月30日，塞黑两国共同提出新的条文，指出不愿离开联邦的国家可以直接成立新国家来继承联邦。此后，黑山在1992年3月举办了成立南斯拉夫联盟的公投。:100-102

## 公投准备
自1990年起，南斯拉夫各成员国皆通过公投的方式宣布独立（科索沃虽宣布独立，在联合国会员国中却只得到阿尔巴尼亚的承认）。随着联邦的解体，塞黑两国开始谈判新南斯拉夫的组成和权力分配。此时的联邦只有原来约40%的领土和人口。黑山总统布拉托维奇提出单一国家、单一货币、单一市场、单一经济政策、单一外交政策的设想，允许不同的领事代表，以及保障一定程度自治的国防联盟。:103-105
塞尔维亚的政治精英长期以来反对黑山在联盟内拥有和塞尔维亚同等的地位。因为他们拥有远超黑山统治集团的影响力，后者日趋式微，布拉托维奇的设想在和塞尔维亚总统米洛舍维奇的会谈后逐渐变质。而黑山统治集团为了增进人民对新联盟的适应修订了《公投法》，规定公民在公投议题上的辩论仅需要七天。黑山的反对党坚称公投的本质并不民主，在大小城市游行示威，说服选民有能和塞尔维亚保持紧密关系的另一种方式。执政党黑山社会主义者民主党则打出“南斯拉夫没有备选”的口号，同时运作限制公民辩论的话题，扰乱反对党的活动，并威胁剥夺反对党成员的生计。:103-105
独派阵营的黑山自由联盟、黑山民主联盟等团体抵制这次公投，:105, 108-110, 126令公投的投票率低至约66%。:105

## 阵营

### 联邦派
- 黑山社会主义者民主党

支持者
- 黑山人民党（英语：People's Party of Montenegro）
- 塞族激进党（英语：Party of Serb Radicals）

### 独立派（抵制公投）
- 黑山自由联盟（英语：Liberal Alliance of Montenegro）[3]:105
- 黑山民主联盟（英语：Democratic League in Montenegro）[3]:126

支持者
- 黑山社会民主党[3]:108–110

## 各市镇投票结果
下表列出本次公投的各市镇投票结果。
| 区               | 反对          | 同意            | 注册选民 | 投票人数 | 投票率 |
| ---------------- | ------------- | --------------- | -------- | -------- | ------ |
| 安德里耶维察市镇 | 5 (0.11%)     | 4,596 (99.61%)  | 4,720    | 4,614    | 97.75% |
| 巴尔市镇         | 616 (5%)      | 11,523 (93.61%) | 25,550   | 12,309   | 48.18% |
| 贝拉内市镇       | 697 (3.99%)   | 16,679 (95.37%) | 25,040   | 17,488   | 69.84% |
| 比耶洛波列市镇   | 363 (1.65%)   | 21,271 (96.75%) | 35,597   | 21,985   | 61.76% |
| 布德瓦市镇       | 204 (3.20%)   | 6,124 (95.99%)  | 8,696    | 6,380    | 73.37% |
| 采蒂涅市镇       | 326 (3.41%)   | 9,093 (95.24%)  | 14,408   | 9,547    | 66.26% |
| 达尼洛夫格勒市镇 | 93 (1.03%)    | 8,092 (89.28%)  | 11,319   | 9,064    | 80.08% |
| 新海尔采格市镇   | 486 (3.09%)   | 15,071 (95.79%) | 21,130   | 15,374   | 74.46% |
| 科拉欣市镇       | 44 (0.67%)    | 6,455 (98.47%)  | 8,103    | 6,555    | 80.90% |
| 科托尔市镇       | 693 (5.83%)   | 10,937 (91.98%) | 16,560   | 11,981   | 71.81% |
| 莫伊科瓦茨市镇   | 35 (0.52%)    | 6,677 (99.23%)  | 7,508    | 6,729    | 89.62% |
| 尼克希奇市镇     | 775 (1.76%)   | 43,160 (97.83%) | 52,758   | 44,118   | 83.62% |
| 普拉夫市镇       | 96 (3.37%)    | 2,730 (95.79%)  | 10,314   | 2,850    | 27.63% |
| 普列夫利亚市镇   | 452 (2.05%)   | 21,543 (97.50%) | 28,573   | 22,095   | 77.33% |
| 普卢日内市镇     | 12 (0.36%)    | 3,353 (99.29%)  | 3,763    | 3,377    | 89.74% |
| 波德戈里察市镇   | 2,746 (4.03%) | 64,955 (95.21%) | 103,211  | 68,222   | 66.10% |
| 罗扎耶市镇       | 136 (8.98%)   | 1,360 (89.77%)  | 13,962   | 1,515    | 10.85% |
| 沙夫尼克市镇     | 16 (0.66%)    | 2,385 (98.68%)  | 2,731    | 2,417    | 88.50% |
| 蒂瓦特市镇       | 720 (12.37%)  | 4,915 (84.44%)  | 8,737    | 5,821    | 66.62% |
| 乌尔齐尼市镇     | 215 (7.98%)   | 2,411 (89.50%)  | 15,363   | 2,694    | 17.54% |
| 扎布利亚克市镇   | 25 (0.84%)    | 2,943 (98.86%)  | 3,506    | 2,977    | 84.91% |

## 后续
南斯拉夫联盟共和国宪法于1992年4月27日施行。黑山反对党以两国谈判成立新国家的地点把这部宪法命名为“扎布利亚克宪法”。由于塞黑两国的经济体量、人口数量等都相差悬殊，联盟处于不平衡中，这部宪法一直存在巨大争议。就连执政党的外交部长也意识到这种危机，其认为在联盟的架构内，黑山的利益得不到充分保护。:105-106
由于对布拉托维奇在1991年10月接纳卡灵顿论述、以及前者要求黑山议会举行特别会议讨论举办另一场公投两件事感到愤怒，塞尔维亚社会党在1992年黑山总统选举中支持了反对党领袖科斯蒂奇。科斯蒂奇在选举活动阶段中试图在联盟派和自决派间取得平衡，支持黑山维持自治，与塞尔维亚地位等同。他自称大塞尔维亚主义者，向米洛舍维奇和塞尔维亚社会党看齐。然而，在与总统选举同时进行的国会选举中，黑山社会主义者民主党取得了决定性胜利，久卡诺维奇连任总理。这令黑山政府进一步偏离塞尔维亚所倡导的政策。:107